# Minulost a přítomnost
Minulost a přítomnost je 11. epizoda 3. řady sci-fi seriálu Hvězdná brána.

## Děj
Tým SG-1 se na další misi dostane na planetu Vyus, kde mezi obyvateli nejsou žádní staří lidé a ani děti. Vyané zároveň také trpí záhadnou amnézií a nepamatují si nic před takzvaným Vorlixem, což byla zřejmě celoplanetární katastrofa. Seznámí se zde s Ornerem a Ke'rou, která nyní vyany vede a také se snaží najít lék na amnézii.
Ke'ra, jež se sblíží s Danielem Jacksonem, se spolu s Ornerem a další vyankou jménem Mayris vydává společně s týmem SG-1 na Zemi. Doufají, že Dr. Fraiserová jim pomůže najít lék. Fraiserová zjistí, že příčinou amnézie je insekticid zvaný Dargol. Tato látka způsobuje omlazení a jejím vedlejším efektem je amnézie. To vysvětluje nepřítomnost starých lidí na planetě, protože vyané jsou ti "staří".
Jak výzkum postupuje, SG-1 začíná tušit, že Ke'ra není osobou, kterou se zdá být. Nakonec pomocí testu DNA Ke'ry dojde Fraiserová k závěru, že Ke'ra je Linea (viz epizoda SG1:Ve vězení) a svým pokusem s Dargolem zapříčinila Vorlix.
Generál George Hammond dovolí Ke'ře asistovat při hledání léku Dr. Fraiserové. Lék je nakonec vyroben. Ke'ře se začínají vracet její vzpomínky a uvědomuje si rozpolcenost své osobnosti. Rozhodne se tedy spáchat sebevraždu. Dr. Jackson jí v tom zabrání a navrhne jí jiný způsob jak zničit Lineu. Ke'ra si vezme malé množství Dargolu, který způsobil Vorlix. Ke'ra ztrácí opět všechny vzpomínky. Nepamatuje si kdo je a nikoho nepoznává. Vyané souhlasí, aby se Ke'ra vrátila s nimi zpátky na Vyus.